# UMPC
(Dichiarazione di Paul Otellini (CEO di Intel) al CES 2008 di Las Vegas)

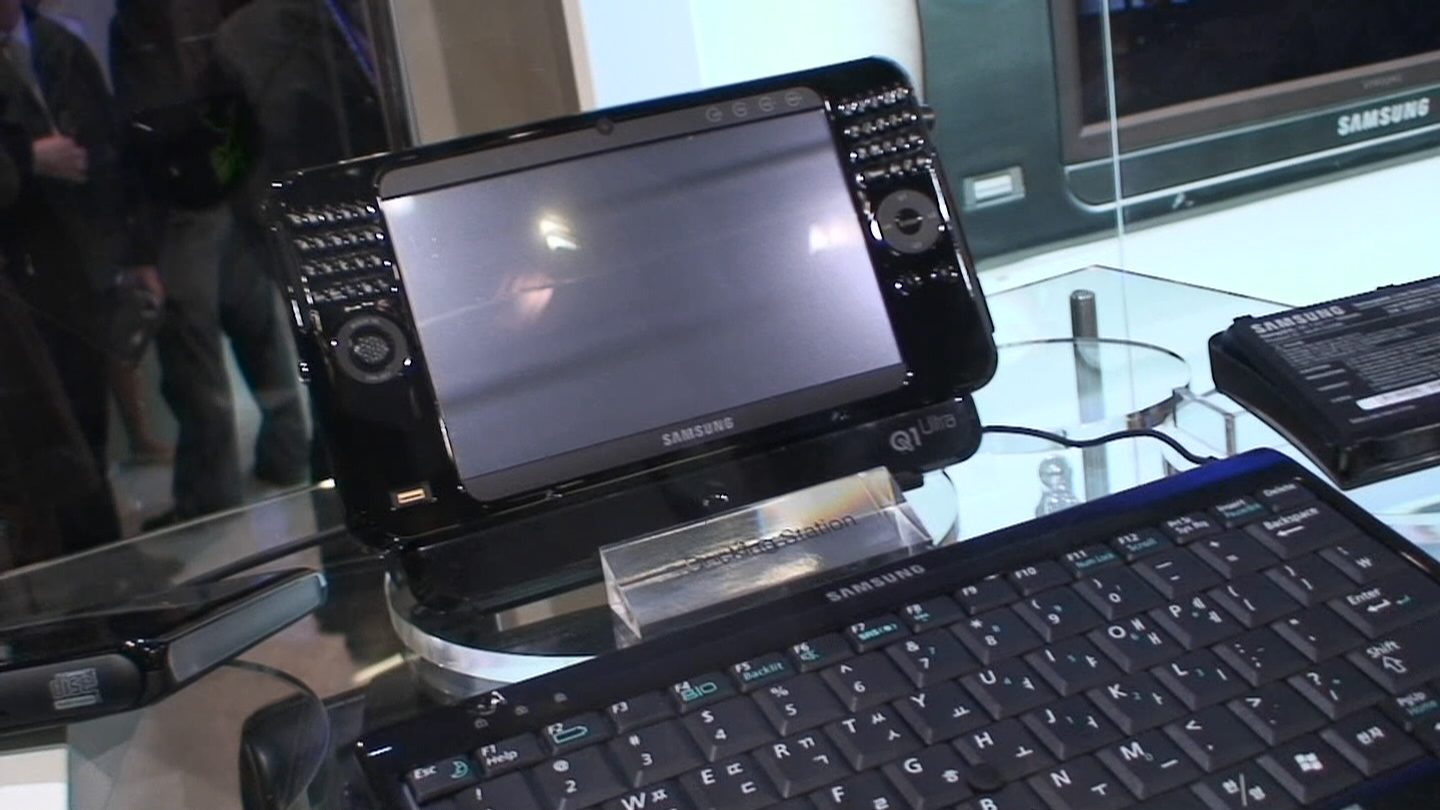
L'UMPC Samsung Q1

Gli UMPC (sigla di Ultra Mobile PC) sono alcuni particolari computer ultraportatili di dimensioni a metà strada tra quelle di un palmare e di un subnotebook.
Il primo dispositivo UMPC venne presentato dalla Microsoft nel 2006 e conosciuto con il nome in codice di Origami. Successivamente, anche Samsung e ASUS svilupparono alcuni prodotti specifici per questo nuovo settore introducendo, rispettivamente, il Q1 e l'R2H (quest'ultimo dotato anche di modulo GPS e lettore biometrico).
Generalmente gli UMPC sono controllati interamente attraverso schermi touch screen, al pari di quanto avviene anche nei sistemi palmari, ma nel tempo sono state presentate anche alcune varianti che, ispirate al design dei cellulari con tastiera scorrevole, integrano una tastiera qwerty estraibile dal corpo del dispositivo, offrendo così una più semplice interazione con l'utente nelle situazioni in cui si rende necessario l'inserimento di un testo (es. scrittura di una e-mail). Il merito di tale innovazione va all'azienda Seamless Wi-fi e al proprio modello S-XGen, mentre il più conosciuto UMPC dotato di sliding keyboard è probabilmente l'HTC Shift.

## Differenze tra UMPC, palmari e notebook
Sono stati precursori degli UMPC quelli che nei primi anni novanta venivano chiamati sub-notebook. Nel 1991 fu il PowerBook 100 targato Apple la prima di queste macchine; poi dopo un anno venne Olivetti con un prodotto made in Asia (per cui esisteva un clone quasi identico), il Quaderno Olivetti del 1992, dotato di LCD monocromatico e una tastiera di ottima fattura, si differenziava dal notebook per dimensione (da A4 ad A5) e peso. Il primo modello aveva dei programmi proprietari di pessima qualità, ma solo ad installarci un DOS e un Works fece la gioia dei possessori più del successivo a matrice passiva e scala di grigi equipaggiato con Windows 3.1, ma meno immediato e più vorace (la batteria è l'autentico tallone d'Achille di questi prodotti). Seguendo l'esempio di quest'ultimo nacquero una serie di ibridi che erano più dei notebook leggeri (il più assimilabile agli UMPC era il Libretto di Toshiba) che degli ultramobili. Dovette passare più o meno un lustro prima che si affacciassero prodotti simili e questi furono la categoria degli Handheld PC (o H/PC) appartenenti al progetto Jupiter Class di Microsoft Windows CE (i NEC Mobile Pro e i Compaq Journada, ad esempio). Sia in questo caso che nel più eclatante di Olivetti, i progettisti furono più lungimiranti dei responsabili del marketing le cui analisi e la scarsa intraprendenza fecero affossare questi prodotti a vantaggio, nel caso del Quaderno, dei notebook e dei palmari, in quello degli H/PC. I consumatori che allora fecero fatica a comprendere i vantaggi di questi oggetti e ancor di più le politiche di mercato, oggi hanno orientamenti più maturi, prova ne sia l'incredibile successo riscontrato a partire dalla fine del 2007 dai dispositivi Netbook (per alcuni versi simili agli UMPC, anche se più economici e meno simili ad un palmare) come l'Eee PC di Asus. Ad ogni proposta di mercato corrisponde un nuovo battesimo e forse quello degli UMPC avrà più fortuna dei predecessori.
Alla luce di tali precedenti, quando Microsoft presentò il primo dispositivo UMPC incontrò l'opinione comune che queste soluzioni avrebbero faticato a trovare il proprio spazio nel mercato. Ai tempi infatti non era ancora chiaro quale sarebbe potuta essere la reale utilità di un sistema del genere dato che le due esigenze estreme (totale portabilità e maggiore potenza di elaborazione) erano di fatto soddisfatte dai palmari e dai notebook. Sembrava quindi che gli UMPC fossero una sorta di rielaborazione di concetti già presenti sul mercato e di conseguenza superflui (o ridondanti).
In realtà, è proprio la loro caratteristica di essere un "ibrido" tra i palmari e i notebook che farà diventare, forse, in futuro gli UMPC sempre più importanti. Secondo alcuni esperti del settore, è addirittura possibile che nel giro di pochi anni tali soluzioni possano sostituire completamente i palmari.
Gli UMPC infatti, sono dispositivi del peso di circa 800g - 1000g che a differenza dei palmari integrano un comune sistema operativo da PC e non uno dedicato. La grande limitazione degli attuali palmari infatti, deriva dal fatto che i loro sistemi operativi, come Windows Mobile o Windows CE, sono decisamente più limitate nelle funzionalità e nella compatiblità rispetto alle tradizionali versioni di Windows presenti nei tradizionali PC. Un UMPC coniuga quindi un peso e delle dimensioni leggermente superiori a quelle di un palmare con una normale versione di Windows, come Windows XP o Windows Vista (quest'ultimo è stato per la prima volta fornito da Medion nel gennaio 2007) garantendo quindi al proprio utente la completa interoperabilità con altri sistemi.

## Caratteristiche di un UMPC
Le attuali soluzioni hanno costi che si aggirano intorno ai 1000 € e, grazie anche all'utilizzo di particolari versioni a basso consumo di comuni CPU in commercio per tutti i notebook tradizionali sono in grado di offrire prestazioni solo leggermente inferiori a quelle di comune portatile, ma garantendo l'esecuzione di qualsiasi applicazione. Per fare un esempio in merito alla produttività nel mondo del lavoro, mentre su un palmare è possibile installare solo alcune versioni ridotte (e quindi dalle funzionalità limitate) del pacchetto Microsoft Office, un UMPC è in grado di far funzionare le comuni versioni da PC tradizionale, perfino l'ultimo Office 2007, e sarà quindi possibile utilizzare completamente Word, Excel, ecc. Ovviamente, dato che gli UMPC hanno la stessa architettura x86 dei tradizionali computer, è possibile installare anche il sistema operativo GNU/Linux. È il caso di diversi Netbook, subnotebook di fascia economica come l'Asus Eee PC e di molti dei suoi epigoni, nato con una versione semplificata di Xandros Linux (l'ex-Corel Linux), e per il quale altre distribuzioni Linux (Linpus, eeexubuntu, Ubuntu eee..) stanno preparando interfacce dedicate.
Le attuali soluzioni UMPC in commercio sono basate su processori di svariate case, tra le quali Intel, AMD e perfino VIA Technologies (grazie a Gigabyte che nel marzo 2007 ha presentato modello U60 basato su processore C7-M). Gli hard disk spaziano da tagli di 16 GB per arrivare a 60 GB, mentre le dotazioni accessorie e, in genere, personalizzabili a richiesta del cliente prevedono connettività wi-fi, Bluetooth, UMTS, lettori di schede di memoria SD e MMC, webcam e lettore biometrico (questi ultimi introdotti per la prima volta nell'aprile 2007 da TabletKiosk).

## Evoluzione delle soluzioni UMPC
Dopo i primi prodotti che hanno, seppur timidamente, saggiato il mercato, lo sviluppo di soluzioni UMPC è cresciuto, coinvolgendo sempre più aziende tra le quali anche Sony che nel luglio 2006, grazie al Vaio UX90 (disponibile però solo in Giappone ad un costo di circa 210000 yen, pari a 1430 euro) ha inaugurato l'integrazione di hard disk allo stato solido (chiamati anche SSD) basati su tecnologia Flash, dalla capienza di 16 GB. Si tratta di valori certamente inferiori a quelli ottenibili attraverso comuni dischi a piatti rotanti, ma comunque decisamente maggiori di quelli disponibili all'epoca nei sistemi palmari. Inoltre un disco SSD ha un consumo elettrico massimo decisamente inferiore alle tradizionali soluzioni e di conseguenza anche l'autonomia di esercizio di tali sistemi ha potuto trarre un importante beneficio.
A fine 2007 Samsung ha mostrato l'intenzione di introdurre i cosiddetti UMPC di seconda generazione, che saranno dotati di una maggiore autonomia di funzionamento e, in alcune versioni, offriranno il supporto a nuovi tipi di connettività wireless che non sarà più limitata al tradizionale wi-fi ma sfrutterà anche le infrastrutture UMTS grazie ad un modulo HSDPA (compatibile con i telefonini appartenenti alla generazione 3,5G), in attesa di poter introdurre le prime soluzioni compatibili con l'imminente standard WiMax.
Al CES 2008 di Las Vegas sono stati inoltre presentati sotto la spinta di Intel dei dispositivi chiamati MID (o Mobile Internet Device), che pur essendo molto simili agli UMPC in alcuni casi non possono supportare un sistema operativo proprio di un PC, come GNU/Linux o Windows. Questi dispositivi sono infatti pensati per offrire la connettività ad Internet da qualsiasi luogo, ma non sono capaci di sostituire completamente un personal computer come invece gli UMPC. Bisogna però notare come alcuni modelli presentati come MID possano supportare GNU/Linux o Windows XP Tablet PC Edition; questo ha creato una certa confusione a livello di definizioni.

## Da Intel piattaforme specifiche anche per gli UMPC
Dopo l'enorme successo della piattaforma Centrino che ha contribuito in maniera fondamentale nella diffusione sempre più massiccia delle soluzioni portatili, Intel non ha assolutamente trascurato lo sviluppo di questo nuovo settore dell'informatica mobile e, dopo i primi 2 anni in cui ha reso disponibili alcune versioni a basso consumo dei propri processori per il settore dei dispositivi portatili, come le versioni ULV (Ultra Low Voltage) a voltaggio ridotto delle CPU Pentium M Dothan e Core Solo Yonah, ha deciso di sviluppare alcuni prodotti specificatamente per il settore degli UMPC.
Le soluzioni basate sul Pentium M Dothan appartenevano alla cosiddetta piattaforma UCP che è stata poi rimpiazzata nel 2007 da quella conosciuta come McCaslin e basata sul processore Stealey che è in sostanza una versione ridotta del core Yonah, con meno cache e clock ridotto.
Nel 2008, grazie alla nuova piattaforma Menlow, arriverà il primo processore espressamente sviluppato per l'integrazione nei sistemi ultraportatili, Silverthorne, abbinato al chipset Poulsbo; Silverthorne sarà commercializzato con il nome ufficiale di Atom mentre la piattaforma Menlow sfrutterà proprio la notorietà del marchio Centrino e diventerà la nuova Centrino Atom. Successivamente, nel 2009 sarà il momento della piattaforma Moorestown che a sua volta, apporterà una vera rivoluzione in questo settore, grazie al processore Lincroft che sarà la prima CPU di questo settore progettata secondo un approccio del tipo System on a Chip (SoC), ovvero integrando al suo interno anche il chipset, nelle sue componenti northbridge e southbridge.
In questo modo un unico chip conterrà sia il tradizionale processore, sia il controller della memoria RAM, la circuiteria di input/output e il sottosistema grafico. Tale innovazione dovrebbe aumentare notevolmente l'autonomia di esercizio delle soluzioni UMPC.

## Alcuni UMPC disponibili in commercio
- HTC Shift
- OQO e2
- TabletKiosk
- Seamless S-Xgen
- Acer Aspire One
- Asus R2H
- ASUS R2E
- ASUS R50A (Presentato al CES 2008)[3]
- ASUS R70A (Presentato al CeBIT 2008)[4]
- ASUS Eee PC
- Samsung serie Q1
- Samsung SPH-P9200
- Sony VAIO UX
- Medion PC MD RIM 100
- LG Xnote B831 (presentato al CES 2008)[5]
- Fujitsu Lifebook serie U
- VIA NanoBook
- Pepper Pad
- Panasonic Toughbook CF-U1 (Presentato al CeBIT 2008)[6]
- TabletKiosk
- Kohjinsha SA Series
- Gigabyte U60
- Gigabyte M704
- Gigabyte M700 (Presentato al CeBIT 2008)[7]
- Raon Digital
- DLI 8400[8]
- Wibrain B1
- Pandora (console)